# Калмицька мова
Калми́цька або кімли́цька мо́ва (калм. Хальмг келн) — це мова монгольської групи мов, яка разом з тюркськими та іншими входить в алтайську макросім'ю мов.
Калмицька мова — єдина з монгольських мов, що знаходиться в Європі або на її межах (представлена у степовому межиріччі Волги й Дону).
Калмицька мова зазнала переслідувань за часів СРСР. Половина мовців загинула під час громадянської війни в Росії у 1920-х роках. Відтак сталінські етнічні «чистки» значно зменшили кількість калмикомовного населення. Аж до останнього часу чисельність калмиків була менша за чисельність, зафіксовану в Російській імперії у 1913 році. Політика русифікації призвела до того, що основною мовою Калмикії було запроваджено російську мову, і у 1963 році було скасовано останні уроки калмицької мови у школі.
Результатом такої політики стало те, що велика кількість калмиків не говорять рідною мовою. Калмицькі мовознавці в купі з урядом Калмикії зараз намагаються виправити таке становище. Викладання калмицької мови у школі було відновлено у 1993 році.
Для калмицької мови (бл. 140 тис. мовців) властива гармонія голосних. 8 відмінків, спеціальні дієслівні форми — умовний та розділовий дієприкметники тощо. Суб'єкт зворотів ставиться у знахідному або родовому відмінку. У словнику чимало запозичень із санскриту, тибетської, китайської, арабської, перської і тюркських мов, засвоєних за час тривалого перебування калмиків (до 1648 р.) у китайському Туркестані. Давня монгольська писемність була вживана до 1924 року, відтоді — алфавіт на кириличній основі.

## Приклад
«Заповіт» Т.Шевченка калмицькою мовою (переклав Ліджі Інджієв)
| ГЕРӘСН Намаг үкхлө, иньгүд, Эңкр Украинә һазрт, Наласн теегин аһуд, Эркн өндрт оршаһит. Эргдмк царңгуд, довңгуд нанд Үзгдәд бәәм ормд оршаһит, Элдв Днеприн шуган тенд Үрглжд соңсгдм ормд оршаһит. Өнр Украин күгдлхлө, Өндәҗ би әмдрхв. Өшәтнә цуси турглхла, Өврҗ һазран һәәхв. Тер цагт зальврхв, - Төрси һазртан амулң эрхв, Тер күртл бурхнд Төрүц иткҗ би чадшгов! Бийим оршачкад, бостн, Болд цевиг таслтн; Бийркг хортна цусарнь Бахмҗта бәәлһән цавдтн. Тегәд өнр бүлдән, Таңсг хамц, шин җирһлдән Таанр намаг санти, Таалта үгәрн аюрхар амлтн. |

(Джерело: Т. Г. Шевченко, Заповіт мовами народів світу, К., «Наукова думка», 1989)